# 兵庫県立湊川高等学校
兵庫県立湊川高等学校（ひょうごけんりつ みなとがわこうとうがっこう）は、兵庫県神戸市長田区にある公立で定時制の高等学校である。

## 設置学科
- 普通科

## 概要
現存する普通科の定時制高等学校としては、神戸で最も古い歴史を持つ。学校敷地は全日制の兵庫県立兵庫高等学校と共用している。
国際理解教育に力を入れ、外国語は英語のほかに朝鮮語を学習する。日本の公立学校では初めて正規科目として朝鮮語を取り入れ、詩人としても著名な金時鐘が初代担当教員となった。また高等学校卒業程度認定試験合格等を単位換算し3年で卒業することも可能である。専任の管理栄養士と調理員による完全給食が実施されている。

## 沿革
- 1929年2月18日 - 兵庫県立第二神戸夜間中学講習所開設。
- 1932年6月27日 - 兵庫県立第二神戸夜間中学校と改称。
- 1943年4月1日 - 兵庫県立湊川中学校と改称。
- 1948年4月1日 - 学制改革により現校名となる。
- 1950年4月1日 - 男女共学となる。

## トピック
- 2019年度の欠員補充入試で重度脳性まひの16歳の受験生の合格が話題[1]になった。この受験生は2018年度、2019年度の2年連続で第一志望の神戸市立楠高等学校を定員割れにもかかわらず不合格になり[2]、支援する障害者団体が教育を受ける権利にもとる措置と抗議していた。

## 交通
- 神戸市営地下鉄西神・山手線 上沢駅 北西へ約700m
- 阪神電気鉄道神戸高速線 高速長田駅 北東へ約800m
- 山陽本線（JR神戸線）兵庫駅 北西へ約1.8km
- 神戸電鉄有馬線 神鉄長田駅 南西へ約1km